# Carles Rexach
Carles Rexach Cerdà (* 13. Januar 1947 in Barcelona, Katalonien) ist ein ehemaliger spanischer Fußballprofi und Trainer. Rexach blieb seine gesamte Spielerkarriere dem FC Barcelona treu und arbeitete auch nach seiner aktiven Karriere als Scout, Co-Trainer und Chef-Trainer für diesen Verein.

## Spielerkarriere
Carles Rexach begann im Alter von 12 Jahren in der Jugendabteilung des FC Barcelona, für den er insgesamt 22 Jahre aktiv sein sollte. Sein Profidebüt feierte er 1965 als 18-Jähriger gegen Racing Santander im Copa del Generalísimo (heute Copa del Rey) und schoss das vierte Tor beim 4:0-Sieg seiner Mannschaft.
Die nächsten beiden Jahre spielte er im Reserveteam, bevor er dann 1967 in den Kader der ersten Mannschaft wechselte. Dort entwickelte sich der schnelle Flügelstürmer zum absoluten Stammspieler der 70er Jahre und einem der besten Spieler der Primera División. In der Saison 1970/71 wurde Rexach gemeinsam mit José Eulogio Gárate Torschützenkönig der spanischen Liga mit 17 Toren in 29 Spielen (Pichichi-Trophäe).
Nach der Verpflichtung des niederländischen Starspielers Johan Cruyff gewann der FC Barcelona 1974 zum ersten Mal seit 14 Jahren wieder die Meisterschaft. Cruyff und Rexach bildeten in der Folge ein starkes Duo. So erzielte Rexach 1975 im Europapokal gegen Feyenoord Rotterdam alle drei Tore, die alle von Cruyff vorbereitet wurden. 1979 gewann Rexach mit dem FC Barcelona den Europapokal der Pokalsieger und traf auch im Finale gegen Fortuna Düsseldorf. 1981 beendete er seine aktive Spielerkarriere, in der er in 328 Spielen 81 Tore für Barcelona erzielt hat.
Als Nationalspieler kam Rexach auf 15 Länderspiele (zwei Tore) und nahm an der Fußball-Weltmeisterschaft 1978 in Argentinien teil.

## Trainerkarriere
In der Saison 1987/88 wurde Rexach Co-Trainer unter Luis Aragonés beim FC Barcelona. Als dieser entlassen wurde, fungierte Rexach kurze Zeit als Interimstrainer, bevor Johan Cruyff zur Saison 1988/89 Cheftrainer wurde und Rexach wieder ins zweite Glied rückte. Cruyff baute den FC Barcelona in der Folge zur besten Vereinsmannschaft in Europa auf (Dream Team). Als Cruyff 1991 mit einem Herzinfarkt ausfiel, übernahm Rexach wieder das Team und wurde spanischer Meister. In der Saison 1996 wurde Cruyff entlassen, und Rexach sprang wieder als Übergangslösung ein. Unter dem Trainer Bobby Robson arbeitete Rexach als Scout für den Club, bevor er in der Saison 1998/99 die Yokohama Flügels in der japanischen J-League betreute.

### Rückkehr zum FC Barcelona: Technischer Direktor und Cheftrainer

#### Technischer Direktor (2000–2001)
Nach seinem Abschied von den Yokohama Flügels kehrte Rexach 1999 nach Katalonien zurück. Nach der Wahl von Joan Gaspart zum neuen Vereinspräsidenten im Sommer 2000 wurde Rexach zum technischen Direktor und sportlichen Berater ernannt.
In seiner Funktion als technischer Direktor traf Rexach im Dezember 2000 eine der folgenreichsten Entscheidungen der Vereinsgeschichte. Nachdem er in seiner Heimat nicht fündig geworden war, suchte der 12-jährige Argentinier Lionel Messi in Spanien nach einem Verein, bei dem er in die Akademie konnte und der ihm seine Hormonbehandlung bezahlen würde. Trotz positiver Berichte und Rexachs Fürsprache zierte sich das Vereinspräsidium allerdings, einen minderjährigen Ausländer unter Vertrag zu nehmen. In dem Wissen, dass Messis Agenten planten, auch bei weiteren Vereinen vorstellig zu werden, nahm Rexach die Sache daraufhin selbst in die Hand. So einigte er sich, ohne Absprache mit der Vereinsführung, am 14. Dezember bei einem Treffen mit Messis Entourage auf einen Wechsel des Wundertalents. Die Zusage einer Verpflichtung machte Rexach dabei per Unterschrift auf einer Serviette. In den folgenden zwei Jahrzehnten sollte Messi zum besten Spieler in Barcelonas Geschichte werden und gewaltige Erfolge mit dem Verein feiern sowie acht Mal den Ballon d’Or gewinnen.

#### Cheftrainer (2001–2002)
Als Barcelona-Trainer Llorenç Serra Ferrer am 23. April, zwei Tage nach einer 1:3-Pleite bei CA Osasuna und vier Tage nach dem Aus im UEFA-Pokal, entlassen wurde, übernahm Rexach als Interimstrainer für die verbliebenen sieben Spieltage. Sein Auftrag lautete fortan, den Verein auf die Champions-League-Plätze zu führen. Bei seiner Ernennung befand sich Barcelona dabei auf dem fünften Tabellenplatz. Zudem stand man noch im Halbfinale der Copa del Rey. Im Pokal scheiterte man mit 2:4 nach Hin- und Rückspiel an Celta Vigo. In der Meisterschaft führte er die Mannschaft nach einem spektakulären 3:2-Sieg über den FC Valencia unter Hector Cuper am letzten Spieltag noch auf den 4. Tabellenplatz und damit in die Qualifikation für die Champions League.
Aufgrund seines Erfolgs mit der Champions-League-Qualifikation engagierte Präsident Joan Gaspart Rexach als Cheftrainer für die Saison 2001/02. Neben der erfolgreichen Qualifikation für die Königsklasse sprach zudem für Rexach, dass er sowohl bei den Spielern als auch Fans äußerst beliebt war, im Gegensatz zu seinen unpopulären Vorgängern. Dies lag vor allem an seinem Führungsstil, der geprägt davon war, dass er seinen Spielern viele Freiheiten ließ und, dass er eine lange erfolgreiche Historie mit dem Verein hatte, unter anderem als Mittelfeldpartner von Vereinslegende Johan Cruyff.
Rexachs folgende, einzige volle Saison als Cheftrainer verlief stark durchwachsen. Die Meisterschaft wurde mit 64 Punkten auf dem vierten Platz beendet mit über 10 Punkten Rückstand auf Meister FC Valencia unter Rafael Benitez und im nationalen Pokal scheiterte man mit 0:1 blamabel am Drittligisten UE Lleida. In Europa spielte man dafür eine äußerst erfolgreiche Saison. Nachdem man sowohl in der ersten als auch zweiten Champions-League-Gruppenphase Erster geworden war, traf man im Viertelfinale auf Panathinaikos Athen, gegen das man sich mit einem Gesamtergebnis von 3:2 durchsetzte. Im Halbfinale traf man daraufhin auf den von Vicente del Bosque trainierten Erzrivalen Real Madrid. Das Hinspiel im heimischen Camp Nou ging zunächst mit 0:2 verloren. Das Rückspiel in Madrid endete im Anschluss mit 1:1, worauf man mit einem Gesamtergebnis von 1:3 ausschied. Trotz weiterhin vorhandenen Rückhalts bei der Mannschaft und den Fans musste Rexach sein Traineramt nach Ende der Saison aufgeben. Real Madrids Sieg im Champions-League-Halbfinale und potentieller Champions-League-Gewinn sowie die für Barças Standards unterdurchschnittlichen Ergebnisse auf nationaler Ebene hatten die Vereinsführung um Präsident Gaspart zu dem Entschluss kommen lassen. Während Rexach daraufhin ins Amt des Sportdirektors wechselte, trat der unpopuläre Ex-Erfolgstrainer Louis van Gaal seine Nachfolge an. Van Gaal erhielt große Vollmachten und sollte nun wieder für mehr Disziplin bei Barça Sorgen. Letztendlich hielt sich van Gaal allerdings nur neun Monate bei Barça, bevor er von Radomir Antić abgelöst wurde.

## Erfolge
- Spanische Meisterschaft: 1974
- Spanischer Pokal: 1968, 1971, 1978, 1981
- Europapokal der Pokalsieger: 1979
- Teilnahme an einer WM: WM 1978 (1 Einsatz)
- Torschützenkönig der Primera División: 1971